# 十勝岳

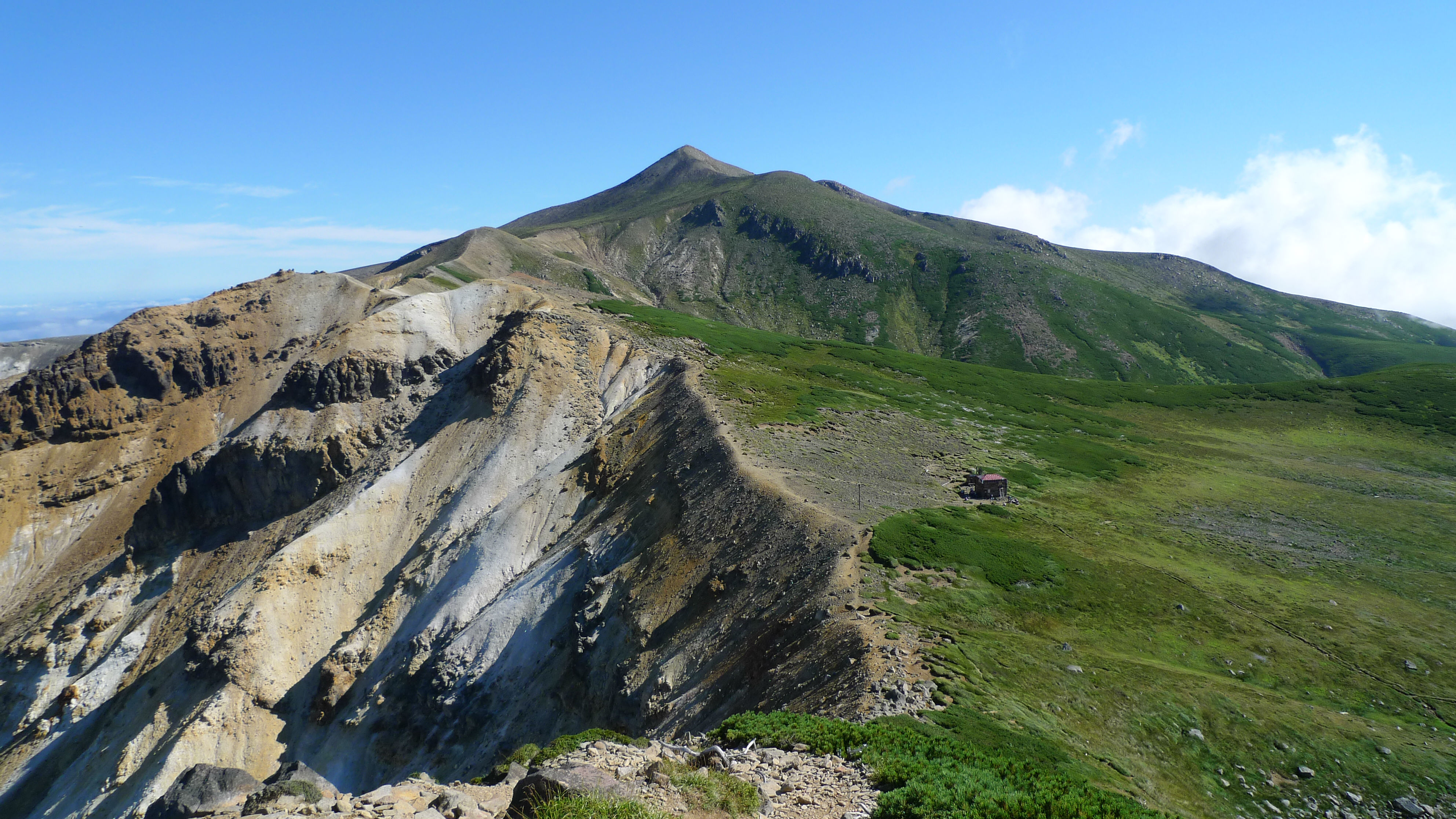
十勝岳

43°25′04″N 142°41′11″E / 43.41778°N 142.68639°E
十勝岳（日语：／ Tokachi-dake */?）是北海道中部，標高2077m的一座活火山，因是十勝川的源頭而得名。位于上川支廳轄區內的美瑛町、上富良野町、十勝支廳管内的新得町交界處。東北為オプタテシケ山(2012m)、美瑛岳(2052m)、西南為上ホロカメットク山(1920m)、富良野岳(1912m)，是十勝岳連峰（十勝火山群）的主峰。

## 噴發歷史
1926年5月曾因火山爆發造成山上積雪溶化，造成「融雪型火山土石流」，溶化的雪水與山上的沙土和岩石一同衝入山下的聚落，造成144人死亡或失蹤。最近一次的噴發紀錄則是發生在1989年。

## 事件
2022年12月，3名香港人於十勝岳下山時遭遇暴風雪，一名37歲男子死亡。

## 關連項目
- 大雪山國立公園
- 日本百名山

1. ↑  . 頭條日報 Headline Daily. 2022-12-23  [2022-12-23]. （原始内容存档于2022-12-23）.